# Tadej Pogačar
Tadej Pogačar   (Ljubljana, 21 de setembre de 1998) és un ciclista eslovè, professional des del 2017, que corre a l'equip UAE Team Emirates.
Ha guanyat moltes proves, entre les quals destaquen un Campionat del món de ciclisme en ruta i quatre Grans Voltes: quatre cops el Tour de França (i 21 etapes) i un el Giro d'Itàlia (i 6 etapes). També s'ha imposat a tres Monuments ciclistes: la Liège–Bastogne–Liège (tres cops), el Giro di Lombardia (quatre cops) i el Tour de Flandes (dos cops). A més, ha batut nombrosos rècords de precocitat i és un dels tres únics ciclistes que ha pujat al podi en la seva primera participació a cadascuna de les Grans Voltes.
Actualment, és el número 1 a l'UCI World Ranking. Ha estat a la primera posició durant un nombre rècord de setmanes i un nombre rècord de setmanes consecutives. Les temporades 2021, 2022, 2023 i 2024 ha acabat com el primer en el rànquing.

## Trajectòria

### Inicis
Pogačar va seguir al seu germà gran, Tilen, i es va unir al club ciclista Rog Ljubljana quan tenia nou anys. El 2011, quatre anys més tard, va cridar l'atenció de l'exciclista eslovè Andrej Hauptman, qui es va fixar en ell mentre perseguia un grup d'adolescents més grans en una cursa. Pensant que Pogačar patia per no despenjar-se del pilot, va dir als organitzadors de la cursa que l'haurien d'ajudar; però aquests li van respondre que, de fet, Pogačar era a punt de doblar aquell grup.
Llavors, Hauptman va començar a entrenar-lo al Rog-Ljubljana en la categoria sub-23, equip amb qui aconseguiria, entre d'altres èxits, imposar-se a la classificació de joves de la Volta a Eslovènia de 2017 i 2018, competint contra ciclistes força més grans que ell. A mitjans de 2018, just abans que s'imposés al Tour de l'Avenir, Pogačar va fitxar per l'UAE Team Emirates, equip al qual també s'unia Hauptman com a director esportiu.

### UAE Team Emirates (2019 – actualment)

#### 2019

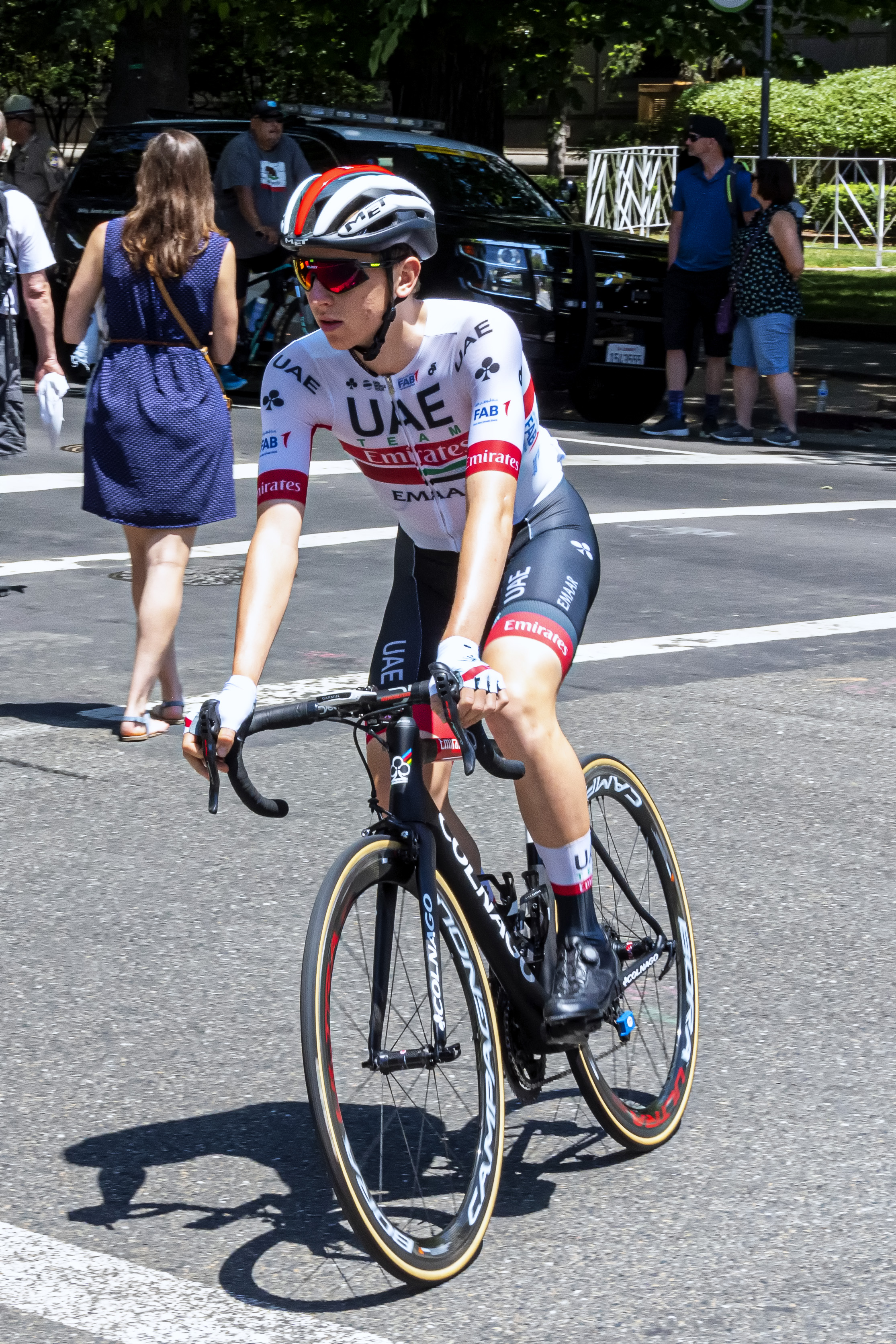
Tadej Pogačar a la Volta a Califòrnia

Va fer el seu debut professional al Tour Down Under, on va quedar tretzè i, amb només vint anys, va esclatar a nivell internacional: durant la temporada, va guanya la classificació general i una etapa tant a la Volta a l'Algarve com a la Volta a Califòrnia -esdevenint el campió més jove (20 anys) d'una prova de l'UCI World Tour, el campionat nacional eslovè en contrarellotge i, sobretot, tres etapes a la Volta a Espanya, competició on, a més, va quedar segon de la general i va guanyar la classificació dels joves. A més, va aconseguir imposar-se en la classificació dels joves a la Volta a l'Algarve, l'Itzulia, la Volta a Califòrnia i el Tour d'Eslovènia.

#### 2020

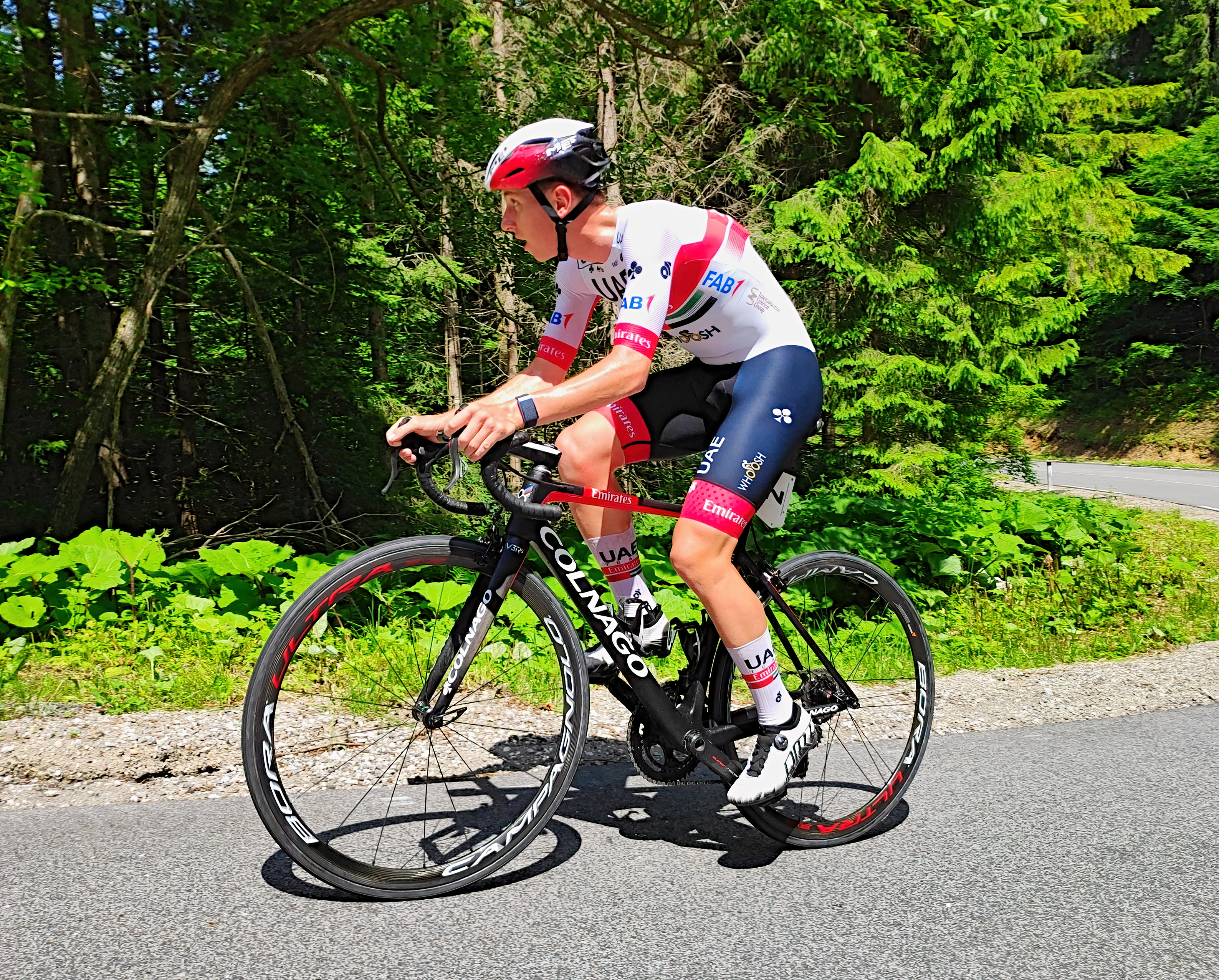
Tadej Pogačar el 2020.

Va començar la temporada guanyant la general de la Volta a la Comunitat Valenciana i una etapa de l'UAE Tour abans de l'aturada del ciclisme per culpa de la pandèmia de COVID-19.

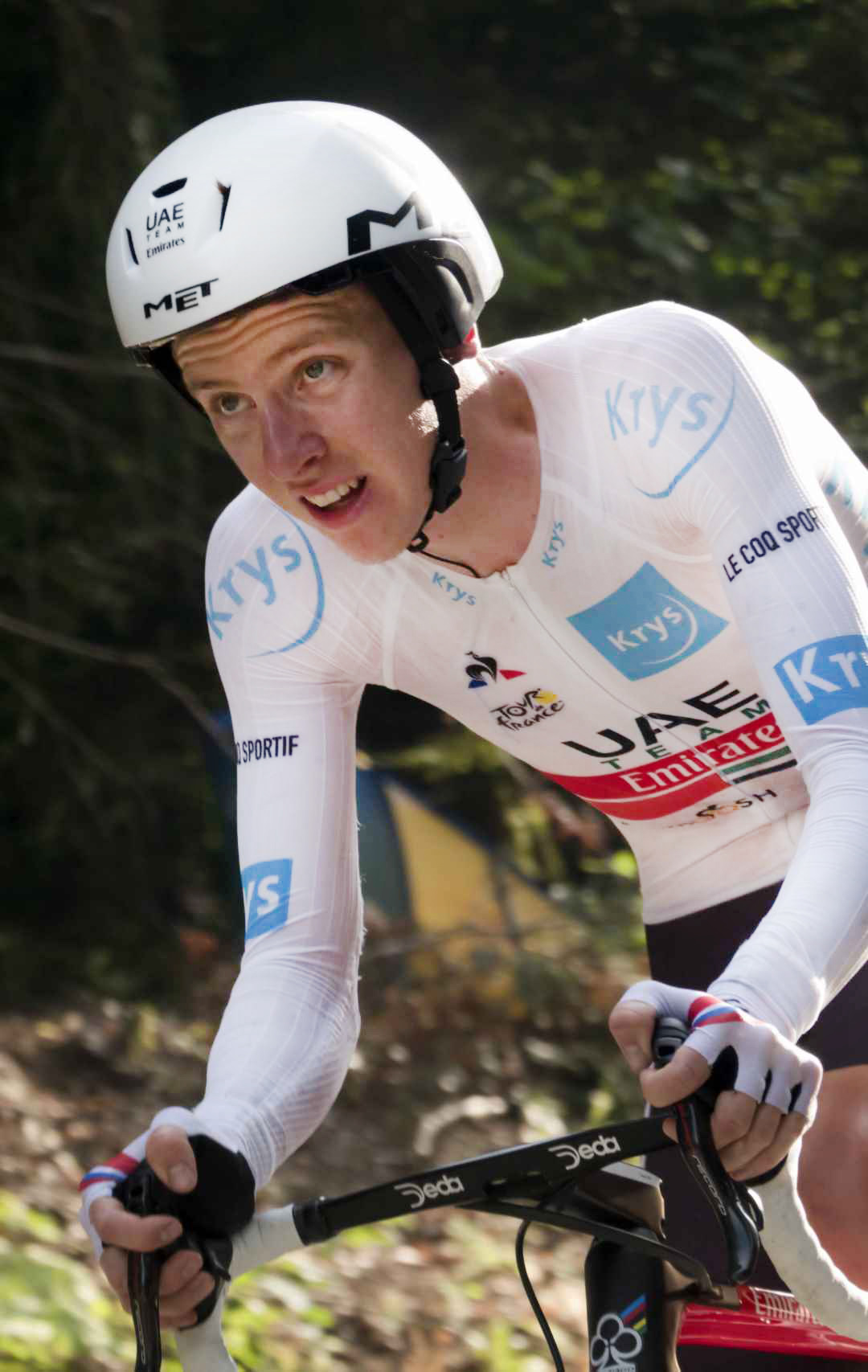
Tadej Pogačar durant la contrarellotge decisiva del Tour de França de 2020

Un cop represa la temporada, va quedar segon a la prova en línia dels campionats eslovens i primer de la prova contrarellotge. Posteriorment, va guanyar el Tour de França de 2020 gràcies a una exhibició en la contrarellotge individual del penúltim dia, que li va servir per recuperar els 57 segons de temps perdut respecte al seu compatriota Primož Roglič i imposar-se per quasi un minut a la general. Amb aquest triomf es convertí en el segon ciclista més jove en guanyar el Tour, amb 21 anys, 11 mesos i 30 dies, només superat per Henri Cornet en l'edició de 1904, que ho va fer amb 19 anys 11 mesos i 20 dies. També fou el primer ciclista que guanyarel Tour en la seva primera participació des del 1983, quan ho va fer Laurent Fignon, i el primer ciclista en guanyar els mallots de la general, de la muntanya i dels joves. A més, també va guanyar tres etapes.

#### 2021
El 2021 també fou un any victoriós per a l'eslovè, qui va tornar a ser entrenat per Hauptman. Va guanyar la classificació general i la de joves i una etapa de l'UAE Tour; la classificació general, de la muntanya i de joves i l'etapa reina de la Tirrena-Adriàtica; va quedar tercer de la Itzulia, on va guanyar una etapa; es va imposar a la Lieja-Bastogne-Lieja; va guanyar el Volta a Eslovènia, la seva classificació de la muntanya i una etapa. Menció a part mereix la seva participació al Tour de França, on es va imposar a la classificació general, a la de la muntanya i la de joves per segon any consecutiu, essent l'únic ciclista que assoleix aquesta fita dos cops i el primer que guanya el Tour dues vegades amb 22 anys i el primer que aconsegueix dos triomfs a la classificació de la muntanya amb menys de 23 anys. A més, va aconseguir tres victòries d'etapa, entre les quals dues consecutives de muntanya quan ja duia el mallot groc, fet que encara no havia succeït mai. Una altra efemèride en el seu haver és la victòria a la Lieja-Bastogne-Lieja i al Tour de França en la mateixa temporada, ja que no succeïa des del 1980, quan ho va aconseguir Bernard Hinault. Prèviament, només ho havien aconseguit Ferdi Kübler (1951) i Eddy Merckx, en quatre temporades diferents. Tot just sis dies després de la fi del Tour, va participar en la prova de ciclisme en ruta dels Jocs Olímpics de Tòquio, on va quedar tercer, de manera que va esdevenir el primer ciclista que guanya una medalla olímpica el mateix any que s'imposa al Tour. Va acabar la temporada imposant-se a la Volta a Llombardia.

#### 2022
Pogačar també va començar el 2022 en plena forma. En efecte, es va imposar a l'UAE Tour, on també va guanyar les dues etapes de muntanya i la classificació dels joves. La setmana següent, es va imposar a la Strade Bianche després d'atacar en solitari a falta de 50 quilòmetres per l'arribada durant un tram d'sterrato. Més endavant, també es va imposar a la Tirrena-Adriàtica (general, joves i regularitat) i a la Volta a Eslovènia (general i regularitat), competicions on va guanyar dues etapes. Durant la temporada de clàssiques primaverals, també va aconseguir bons resultats a la Milà - San Remo (cinquè), a l'A través de Flandes (desè), el Tour de Flandes (quart) i la Fletxa Valona (dotzè). Durant la seva tercera participació al Tour de França, es va imposar en tres etapes i va dur el mallot groc durant 5 etapes, abans que Jonas Vingegaard li prengués després de l'onzena etapa. Finalment, va acabar segon de la classificació general i va revalidar la victòria a la classificació dels joves per tercer any consecutiu, fet que l'empata en primera posició amb Jan Ullrich i Andy Schleck amb tres triomfs cadascú. Després de participar en els mundials de Wollongong, encara va triomfar al Gran Premi Ciclista de Montreal, al Tre Valli Varesine i a la Volta a Llombardia, a més de quedar segon al Giro dell'Emilia.

#### 2023

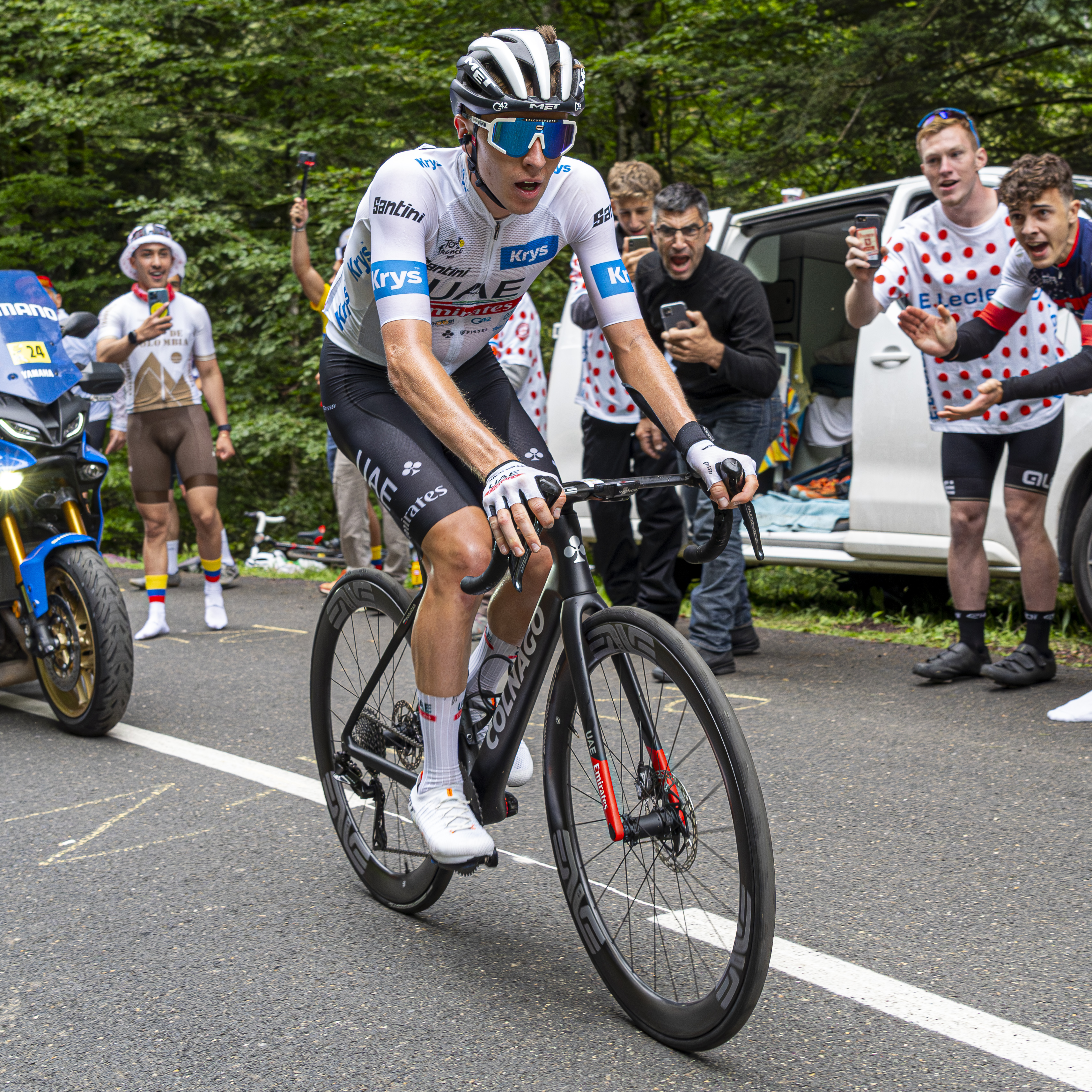
Pogačar al Tour de França de 2023.

Un any més, Pogačar va començar la temporada en plenitud de condicions. Tant és així que es va imposar en les tres primeres curses que va disputar: la clàssica Jaén Paraiso Interior, després d'atacar en solitari a 42km de l'arribada, i les dues primeres etapes de la Vuelta a Andalucía, competició on acabaria guanyant una altra etapa i la general. Posteriorment, es va imposar a la París-Niça, prova on també va guanyar tres etapes, la classificació de punts i la de joves. Durant les clàssiques de primavera, va quedar quart a la Milà-San Remo, tercer a l'E3 Saxo Classic i es va imposar al Tour de Flandes, a l'Amstel Gold Race i a la Fletxa Valona. D'aquesta manera, fou el tercer ciclista capaç de guanyar el Tour de França i el Tour de Flandes, fita només aconseguida fins llavors per Louison Bobet i Eddy Merckx.
El 23 d'abril, quan intentava completar el Tríptic de les Ardenes, va patir una caiguda durant la Lieja-Bastogne-Lieja i es va fracturar el canell, fet que va dificultar la seva preparació per al Tour de França, on va arribar-hi només havent fet un bloc d'entrenament (enlloc dels dos habituals) i només havent competit (i guanyat) als campionats nacionals eslovens de ruta i de contrarellotge. La seva participació al Tour de França es preveia com una lluita contra Jonas Vingegaard, el vencedor de l'edició anterior, i així fou. Tot i que Pogačar va aconseguir guanyar la sisena etapa, no va aconseguir superar el danès a la classificació general, i, de fet, va veure com Vingegaard s'imposava clarament a l'única contrarellotge individual i, encara més, li treia quasi cinc minuts a l'etapa següent, de manera que quedava a més de set minuts del líder. Malgrat aquesta gran distància, l'eslovè fou capaç de vèncer també la penúltima etapa i d'acabar segon a la classificació general.
Als Campionats del món de ciclisme en ruta de 2023, realitzats a Glasgow, Escòcia, Pogačar va competir en les modalitats de ciclisme en ruta i de contrarrellotge individual; s'emportà la medalla de bronze en ciclisme en ruta i en la contrarrellotge acabà en 21a posició. A continuació, va acabar la temporada competint a les clàssiques italianes, on va aconseguir quedar entre els cinc primers en les quatre curses i revalidar el triomf al Lombardia.

#### 2024
Abans de començar una temporada que incloïa els Jocs Olímpics, Pogačar va decidir adoptar un enfocament diferent a l'habitual: participaria en dues grans voltes (Giro i Tour) i endarreriria l'inici competitiu fins al març. Davant de tots els reptes competitus de la temporada, l'eslovè indicava que la seva prioritat era el Mundial, tot i que també va reconèixer que volia guanyar les tres grans voltes i que, per això, debutaria al Giro. El resultat del canvi no hagués pogut ser millor ja que l'eslovè va aconseguir 25 victòries en la temporada, només escapant-se-li la Milà-Sanremo, on quedà tercer, i el Gran Premi Ciclista del Quebec, on quedà setè, en el que fou la seva pitjor classificació de la temporada. A més, en 23 d'aquestes victòries va arribar sol a meta, normalment després d'haver fet desenes de quilòmetres escapat. Per tot plegat, es considera que Pogačar podria haver superat la temporada de 1972 d'Eddy Merckx que, fins llavors, es considerava la millor temporada de la història. En aquest sentit, fins i tot el belga va reconèixer que l'eslovè l'havia superat; tot i que, l'endemà va retractar-se'n.
En efecte, Pogačar no va començar la temporada fins a la Strade Bianche, cursa que va guanyar després de rodar més de 80 km escapat. Pocs dies més tard, Pogačar va córrer el seu primer monument de la temporada, la Milà-Sanremo, on, després d'un esprint final reduït, aconseguí la tercera posició darrera el belga Jasper Philipsen i l'australià Michael Matthews. Dos dies més tard feia el seu debut a la Volta a Catalunya, prova que s'enduia amb autoritat: no només hi guanyà la classificació general, sinó que també s'imposà a quatre etapes i a les classificacions de punts i de la muntanya. A més, la seva victòria fou la que tingué la diferència més gran de temps sobre el segon classificat des del 1983.
A l'abril, Pogačar competí a la Lieja-Bastogne-Lieja on, després d'un atac a la Cota de La Redoute, s'emportà la victòria en solitari i, amb ella, el seu sisè monument.
A principis de maig, Pogačar s'estrenà al Giro d'Itàlia i, des d'un inici, fou el favorit per guanyar-lo. Després de veure's superat en l'esprint de l'etapa inaugural, a la segona etapa llançà un atac a tres quilòmetres de l'arribada i guanyà la seva primera etapa en solitari, a més d'aconseguir el mallot rosa de la classificació general i el blau del Gran Premi de la muntanya. Pogačar guanyà la primera contrarellotge després de superar l'italià Filippo Ganna, qui també era favorit per guanyar l'etapa, per 17 segons, ampliant així la diferència de temps respecte Daniel Felipe Martínez, el segon classificat de la general. En la següent etapa, tornà a emportar-se la victòria al guanyar l'esprint final en alt. La següent setmana, Pogačar es tornà a emportar dues victòries d'etapa seguides: l'etapa 15 (l'etapa reina) i la setzena, que fou escurçada per la meteorologia i que acabà en alt. Amb aquestes victòries, Pogačar tingué una diferència de gairebé vuit minuts respecte a Martínez, el segon de la general. Tot i així, encara guanyà la penúltima etapa arribant a meta novament en solitari després de llançar un atac a 36 quilòmetres de l'arribada. Pogačar arribà a Roma com el líder de la general i també de la muntanya. A la classificació general, a Pogačar i Martínez els separaren 9' 56", una diferència de temps no vista des del 1984. A més, el triomf al Giro suposà que l'eslovè fos el tercer corredor de la història, després de Felice Gimondi i Bernard Hinault, que acaba al podi en la seva primera participació en cadascuna de les tres Grans Voltes.

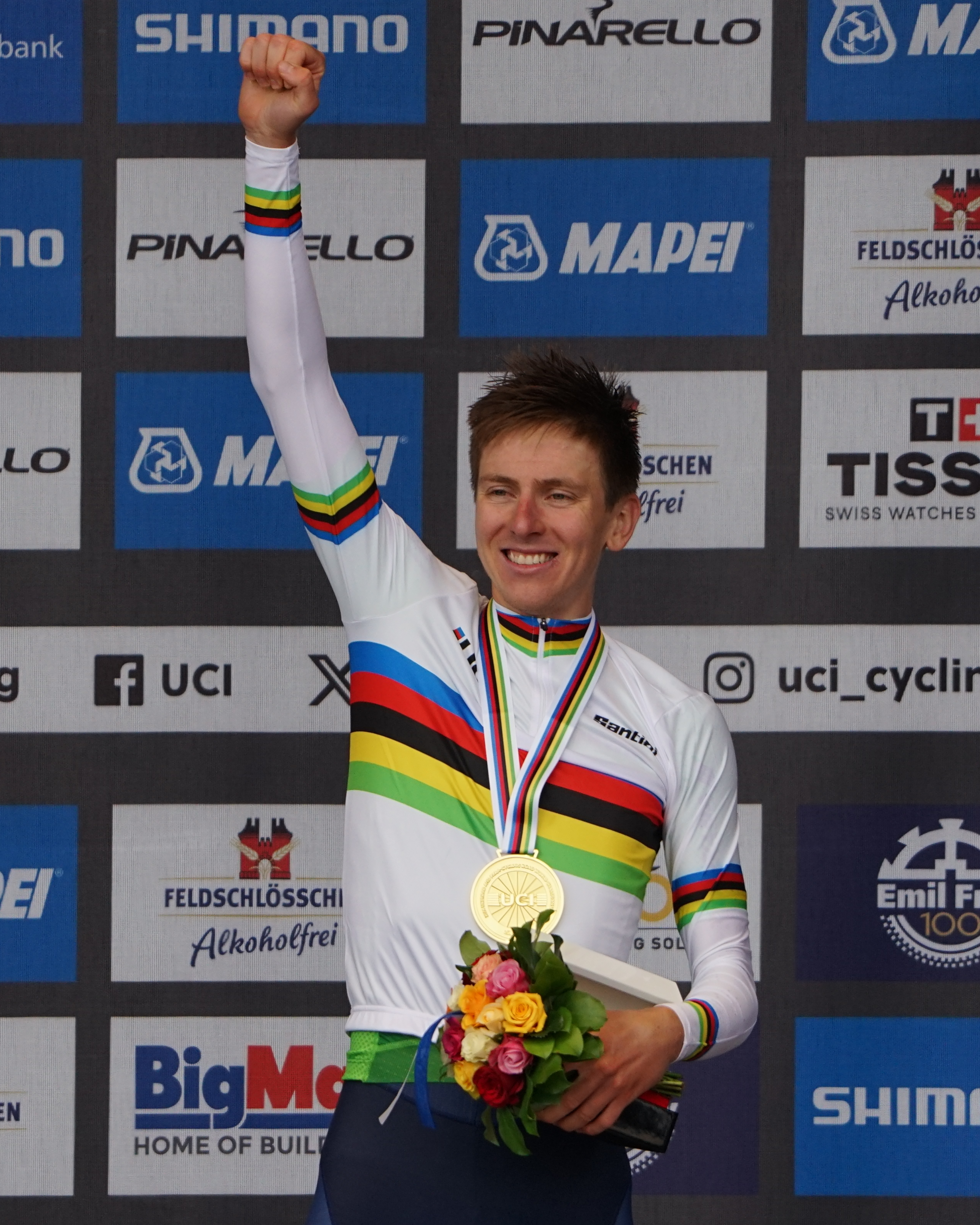
Pogačar després de proclamar-se campió del món de ciclisme en ruta.

Pogačar participà al Tour de França, on era un dels principals favorits a la victòria. Aconseguí el mallot groc durant la quarta etapa i el vestí fins al final del Tour a Niça, on es coronà campió per tercera vegada vencent el danès Jonas Vingegaard, el vigent campió, i el belga Remco Evenepoel. D'aquesta manera, es convertí en el cilista més jove que aconseguia el tercer triomf a la prova francesa. També guanyà sis etapes (4a, 14a, 15a, 19a, 21a i 22a (CRI)), entre elles l'última etapa, una contrarellotge individual, on s'imposà per més d'un minut respecte el segon classificat. Gràcies al seu doblet Giro-Tour, Pogačar vestí un total de 39 dies un mallot de líder d'una Gran Volta (20 dies al Giro i 19 al Tour), convertint-se així, en el ciclista que més dies fou líder d'una Gran Volta en una mateixa temporada. Després d'acabar el Tour, estava previst que Pogačar participés a la prova en ruta dels Jocs Olímpics de 2024, però decidí no participar-hi a causa de "fatiga extrema." Tot i així, el mateix ciclista digué que la seva decisió també es veié influenciada pel fet que el Comitè Olímpic Eslovè no seleccionà la seva parella, Urška Žigart, també ciclista, per participar als Jocs.
Per a preparar-se de cara als campionats del món, el seu gran objectiu de la temporada, es va desplaçar a Canadà, on va córrer el Gran Premi Ciclista del Quèbec i el de Montreal, quedant el setè en el primer (la seva pitjor classificació de la temporada) i aconseguint la victòria al segon.
Als Campionats del Món de 2024, disputats a Zúric (Suïssa), Pogačar aconseguí la victòria en la prova en ruta, imposant-se per davant de l'australià Ben O'Connor i el neerlandès i vigent campió Mathieu van der Poel. Pogačar llançà un atac des del pilot a 100 quilòmetres de l'arribada i, després d'atrapar el grup d'escapats, marxà en solitari quan encara quedaven 51 quilòmetres per acabar. Amb aquesta victòria, es convertí en el tercer ciclista masculí de la història, després d'Eddy Merckx (1974) i Stephen Roche (1987), que guanya el Giro, el Tour i el mundial (la Triple Corona) en un mateix any.
Una setmana més tard, Pogačar s'imposà al Giro de l'Emília després d'un altre atac a distància i, la setmana següent, aconseguí el segon monument de la temporada, la Volta a Llombardia, tornant a atacar a 48 km de l'arribada. Amb aquesta victòria l'eslovè aconseguia la vint-i-cinquena victòria de la temporada, igualava Fausto Coppi com l'únic corredor que havia aconseguit quatre cops consecutius la prova i també esdevenia l'únic corredor que guanyava en una mateixa temporada dues Grans Voltes, dos monuments i el Campionat del Món.

#### 2025
Pogačar començà la seva temporada a l'UAE Tour, als Emirats Àrabs. Allà s'emportà dues victòries d'etapa i també guanyà la classificació general. El març, començà les clàssiques de primavera a la Strade Bianche. Amb 78 quilòmetres per acabar, Pogačar seguí l'atac de Tom Pidcock i a 18 quilòmetres més endavant, l'eslovè patí una caiguda durant un descens. Tot i la caiguda, amb 19 quilòmetres de l'arribada, llançà un atac i creuà la meta en solitari. Amb aquesta victòria, la tercera, Pogačar igualà Fabian Cancellara com el ciclista amb més victòries en aquesta cursa.
El 27 de juliol guanyà el seu quart Tour de França, en imposar-se de nou al danès Jonas Vingegaard i a l'alemany Florian Lipowitz.

## Palmarès

### Resultats en el temps
| Gran Volta      | 2019 | 2020 | 2021 | 2022 | 2023 | 2024 | 2025 |
| --------------- | ---- | ---- | ---- | ---- | ---- | ---- | ---- |
| Giro d'Itàlia   | —    | —    | —    | —    | —    | 1    | —    |
| Tour de França  | —    | 1    | 1    | 2    | 2    | 1    | 1    |
| Volta a Espanya | 3    | —    | —    | —    | —    | —    |      |

| Cursa                  | 2019 | 2020 | 2021 | 2022 | 2023 | 2024 | 2025 |
| ---------------------- | ---- | ---- | ---- | ---- | ---- | ---- | ---- |
| París-Niça             | —    | —    | —    | —    | 1    | —    | —    |
| Tirrena-Adriàtica      | —    | —    | 1    | 1    | —    | —    | —    |
| Volta a Catalunya      | —    | NC   | —    | —    | —    | 1    | —    |
| Volta al País Basc     | 6    | NC   | 3    | —    | —    | —    | —    |
| Critèrium del Dauphiné | —    | 4    | —    | —    | —    | —    | 1    |

| Monument             | 2019 | 2020 | 2021 | 2022 | 2023 | 2024 | 2025 |
| -------------------- | ---- | ---- | ---- | ---- | ---- | ---- | ---- |
| Milà-Sanremo         | —    | 12   | —    | 5    | 4    | 3    | 3    |
| Tour de Flandes      | —    | —    | —    | 4    | 1    | —    | 1    |
| París-Roubaix        | —    | —    | —    | —    | —    | —    | 2    |
| Lieja-Bastogne-Lieja | 18   | 3    | 1    | —    | DNF  | 1    | 1    |
| Volta a Llombardia   | —    | —    | 1    | 1    | 1    | 1    |      |

| Clàssica                        | 2019 | 2020 | 2021 | 2022 | 2023 | 2024 | 2025 |
| ------------------------------- | ---- | ---- | ---- | ---- | ---- | ---- | ---- |
| Strade Bianche                  | 30   | 13   | 7    | 1    | —    | 1    | 1    |
| Milà-Torí                       | —    | —    | 4    | —    | —    | —    | —    |
| E3 Saxo Bank Classic            | —    | NC   | —    | —    | 3    | —    | —    |
| A través de Flandes             | —    | NC   | —    | 10   | —    | —    | —    |
| Amstel Gold Race                | DNF  | NC   | —    | —    | 1    | —    | 2    |
| Fletxa Valona                   | 53   | 9    | —    | 12   | 1    | —    | 1    |
| Clàssica de Sant Sebastià       | DNF  | NC   | —    | DNF  | —    | —    |      |
| Bretagne Classic                | —    | —    | —    | 89   | —    | —    |      |
| Gran Premi Ciclista de Quebec   | —    | NC   | NC   | 24   | —    | 7    |      |
| Gran Premi Ciclista de Montreal | —    | NC   | NC   | 1    | —    | 1    |      |
| Giro de l'Emília                | —    | —    | DNF  | 2    | 2    | 1    |      |
| Tre Valli Varesine              | —    | NC   | 3    | 1    | 5    | SR   |      |

#### Campionats
| Competició           | Competició | 2017 | 2018 | 2019 | 2020 | 2021 | 2022 | 2023 | 2024 | 2025 |
| -------------------- | ---------- | ---- | ---- | ---- | ---- | ---- | ---- | ---- | ---- | ---- |
| Jocs Olímpics        | Ruta       | NC   | NC   | NC   | NC   | 3    | NC   | NC   | —    | NC   |
| Jocs Olímpics        | CRI        | NC   | NC   | NC   | NC   | —    | NC   | NC   | —    | NC   |
| Campionats del Món   | Ruta       | —    | —    | 18   | 33   | 37   | 19   | 3    | 1    |      |
| Campionats del Món   | CRI        | —    | —    | —    | —    | 10   | 6    | 21   | —    |      |
| Campionats d'Europa  | Ruta       | —    | —    | —    | —    | 5    | —    | —    | —    |      |
| Campionats d'Europa  | CRI        | —    | —    | —    | —    | 12   | —    | —    | —    |      |
| Campionats nacionals | Ruta       | —    | 6    | 7    | 2    | 5    | —    | 1    | —    |      |
| Campionats nacionals | CRI        | 5    | 2    | 1    | 1    | 3    | —    | 1    | —    |      |